# زنج

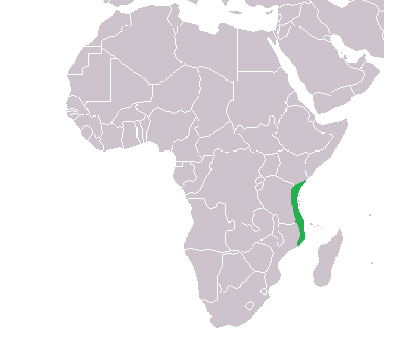
سكان منطقة السواحلي

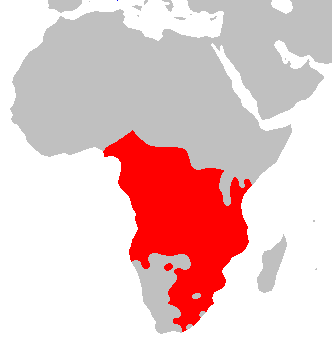
سكان منطقة بانتو

الزنج وتعني السُود، وصفٌ أطلقه الجغرافيُّون المسلمون في العصور الوسطى على سكان جنوب شرق إفريقيا وخصوصاً سكان منطقة السواحلي وشعوب البانتو، وأصبح هذه المصطلح أصلاً لأسماء عديدة مثل زنجبار وبحر الزنج لاحقاً.
مصطلح زنكي Zangī هو بالأصل مشتق من كلمة الصدأ، ولكنَّه يستخدم في اللغة الفارسية بشكل مشابه لكلمة زنجي وكذلك الأمر بالنسبة للمصطلح العربي المماثل «زنجي» zanjī والمصطلح التركي zencî.، أُطلق المصطلح اللاتيني Zingium قديماً على ساحل جنوب شرق إفريقيا المعروف اليوم باسم كينيا وتنزانيا، تميَّزت هذه المستوطنات بنوع خاص من الهندسة والعمارة وهي حالياً موضوع بحثٍ من قبل دراسات تاريخيَّة وحضاريَّة متعدِّدة، لقرونٍ طويلة كانت هذه المستعمرات الساحليَّة مصدراً هاماً للعاج والذهب والعبيد سواءٌ للمناطق الداخلية المجاورة لها أو حتى لدول المحيط الهندي البعيدة.

## تقسيم الساحل الإفريقي
عبر التاريخ قسَّم الجغرافيُّون الساحل الشرقي لإفريقيا لعدة مناطق على أساس سكان كل منطقة، أشارت المصادر التاريخيَّة العربيَّة والصينيَّة للمنطقة التي تقع جنوب مصر، وإلى الحبشة، والصومال: باسم الزنج.
كانت بلاد الزنج أو بلاد السود تقع في منطقة جنوب شرق إفريقيا وتسكنها شعوب تتحدث لغة البانتو، المنطقة الأساسية التي سكنها الزنج تمتد من رأس كامبوني جنوباً إلى جزيرة بيمبا في تنزانيا التي تقع شمال الموزامبيق، منطقة بانغاني في تنزانيا كانت تشكل الحدود الشماليَّة وأمَّا المنطقة وراء الموزامبيق كان يُطلق عليها: العالم المجهول أو بلاد الواق واق، يصف المؤرِّخ والرحَّالة العربي الشهير أبو الحسن المسعودي منطقة صوفالا في الموزانبيق بأنَّها أبعد حدود منطقة الزنج ويذكر أنَّ لقب ملكها مفالم وهو وصفٌ من لغة البانتو.

## إقليم الزنج

### التاريخ
كان الزنوج يتاجرون مع العرب والفرس والهنود، ولكنَّ هذا التبادل التجاري كان محليَّاً فقط بحسب بعض المصادر لأنَّ الزنوج لايملكون أي سفن تجارية قادرة على الإبحار عبر المحيطات، في حين أكَّدت مصادر أخرى أنَّ شعوب البانتو كانوا يملكون وبكثرة سفناً تجاريَّة تصل إلى الجزيرة العربية وبلاد فارس وحتى إلى دول الشرق الأقصى كالهند والصين، هذه التجارة خلقت جوَّاً من الاندماج وتزوَّج العرب من نساء البانتو، كلُّ ذلك أدى في نهاية المطاف إلى نشوء اللغة والثقافة السواحلية والتي هي في الأصل مشتقَّة من لغة وثقافة البانتو مع تأثُّرٍ كبير بالعناصر الأجنبيَّة كالملابس والمصطلحات التجاريَّة.
شمل إقليم الزنج العديد من المستوطنات والمدن الهامة مثل مالينديا وجيدي ومومباسا ، ووصل عدد المدن التجاريَّة السواحليَّة في أواخر العصور الوسطى إلى 37 مدينة تمتَّع العديد منها بثروةٍ ورخاءٍ كبيرين، وعلى الرغم من ذلك لم تندمج هذه المجتمعات في كيان سياسيٍّ واحد أبداً، حيث أنَّ إمبراطوريَّة الزنج لم تظهر حتى آخر القرن الثامن عشر.
شكَّل المهاجرون العرب والفرس الطبقة الحاكمة المتحضِّرة والمسيطرة على التجارة في هذه المستوطنات السواحلية، في حين كانت شعوب البانتو التي تسكن هذه المناطق تعيش وفق مجموعات عائلية بدائيَّة.
مصطلح زنجي كان يستخدم بكثرة في الساحل الشرقي لإفريقيا وهو مشتق في الأصل من كلمة زنجي السواحليَّة ولكنَّه في المناطق الريفيَّة الداخلية كان يستخدم ليصف أي شيء أسود بشكل مهين، ومازال هذا المصلح يطلق اليوم على سلالة كلاب شينزي السوداء مشيراً للكلاب الأصليَّة.
كان الزنوج لقرون طويلة يتمُّ بيعهم كعبيد من قبل التجار العرب إلى جميع دول المحيط الهندي، واستخدم الخلفاء الأمويون والعباسيُّون بعضهم كجنود مرتزقة، وفي عام 696 م قام هؤلاء العبيد الزنوج بعدة ثورات على أسيادهم العرب في العراق كما سيأتي لاحقاً، كذلك ذكرت بعض الوثائق الصينيَّة القديمة أنَّ سفراءً من مملكة سري فيجايا الهندوسية في جاوة قُدَّموا عبيداً زنوج كهدايا للإمبراطور الصيني، وأشارت مصادر أخرى لتدفُّق العبيد الزنوج من الممالك الهنديَّة إلى الصين.
يبدو أنَّ مصطلح الزنج لم يعد شائع الاستخدام بعد القرن العاشر، ومع ذلك فهناك اسنثناءات، ففي عام 1861 عندما فصل البريطانيُّون جزءاً من زنجبار التي يسيطر عليها السلطان العربي عن عُمان كان يُشار إليها باسم منطقة الزنج، كذلك كان البحر قبالة الساحل الجنوبي الشرقي لإفريقيا يعرف ببحر الزنج والذي يحوي جزر مدغشقر وماسكارين، وخلال النضال ضدَّ نظام الفصل العنصري في جنوب إفريقيا اقترح البعض تسمية دولة جنوب إفريقيا أزانيا اقتباساً من مصطلح «زنج» القديم.

### أوصاف معاصرة
كانت الأوصاف العربيَّة للزنج متناقضة ومتباينة في كثيرٍ من الأحيان، فنجد مثلاً في كتاب البديع في التاريخ للرحَّالة العربي شمس الدين المقدسي الوصف السلبي التالي:
الزنج هم ناسٌ ذوو لون أسود وأنوفٍ مسطحة وشعرٍ غريب وفهمٍ وذكاءٍ قليل.
في عام 1331 زار الرحَّالة والمستكشف ابن بطوطة سلطنة كيلوا في إقليم الزنج والتي كان يحكمها السلطان حسن بن سليمان وأشار ابن بطوطة إلى أنَّ هذا الحاكم العربي كثيراً ما يقوم بغاراتٍ على الزنوج المحليِّين للحصول على العبيد والغنائم، ووصف الزنوج: بأصحاب اللون الأسود الغامق والوشوم على وجوههم.
يقول ابن بطوطة في كتابه الشهير:
كيلوا واحدةٌ من أجمل مدن العالم، وقد بُنيت بدقَّةٍ متناهية، الأمطار فيها غزيرةٌ جداً، والناس منخرطون في جهادٍ مقدَّس ضدَّ الزنوج الوثنيِّين الذين يجاورونهم، يتصف شعب كيلوا بالتقوى والولاء المطلق وهم يتبعون المذهب الشافعي، عندما وصلتُ كان يحكمهم السلطان أبو المظفَّر حسن بن سليمان، وكان كثيراً ما يقوم بالغزوات على بلاد الزنج ويعود بالغنائم التي يأخذ خمسها ويقسِّم الباقي وفق تعاليم القرآن الكريم.

## ثورة الزنج
كانت التمرُّد الزنجي المشهور تاريخيَّاً عبارةً عن سلسلة من الانتفاضات التي حصلت بين أعوام 869 – 883 م بالقرب من مدينة البصرة في العراق مركز الخلافة الإسلاميَّة في العصر العباسي.
استُخدِم الزنوج في الشرق الأوسط في الأعمال الزراعيَّة الشاقَّة وعملوا في استخراج محاصيل متنوعة كقصب السكر، خصوصاً في جنوب العراق في المنطقة الزراعية التي تشمل حوضي دجلة والفرات، هذه الظروف شديدة القسوة أشعلت ثلاث ثورات كبيرة بين القرنين السابع والتاسع، وكان أكبر هذه الثورات وأخطرها ما يُعرف اليوم بثورة الزنوج.